# Mozart Ramos
Mozart Neves Ramos (Recife, 26 de maio de 1955) é um educador, escritor e químico brasileiro. Foi Secretário de Educação do Estado de Pernambuco entre os anos de 2003 a 2007, na área educacional também presidiu diversos órgãos e projetos federais sobre educação. Lançou três livros sobre a educação brasileira, foi diretor de Articulação e Inovação do Instituto Ayrton Senna e atualmente é catedrático da Cátedra Sérgio Henrique Ferreira, do Instituto de Estudos Avançados da Universidade de São Paulo, Polo Ribeirão Preto (IEA-RP/USP).

## Trajetória
Engenheiro químico formado pela Universidade Federal de Pernambuco (UFPE), doutor em Química pela Universidade Estadual de Campinas (Unicamp) e pós-doutor em Química pela Politécnica de Milão - Itália. Foi professor e reitor da UFPE. Presidiu a ANDIFES (2002/2003). Foi secretário de Educação de Pernambuco  (2003-2006) e presidiu o Consed (2006). Foi presidente executivo do Todos Pela Educação  (2007-2010) e membro do Conselho Nacional de Educação  (2005-2014). É autor dos livros "Educação Sustentável"  (2006) e “Educação Brasileira: uma agenda inadiável” (2015) e coautor do livro "A Urgência da Educação"  (2011). Em 2008, foi eleito pela Revista Época como uma das 100 pessoas mais influentes do Brasil.
Em novembro de 2018, o então presidente eleito Jair Bolsonaro convidou Mozart para ser ministro da Educação no seu governo. O fato causou uma crise na bancada evangélica, que rejeitou a indicação. Bolsonaro então resolveu atender a reivindicação da bancada, desistiu da nomeação e trouxe Ricardo Vélez para ocupar o cargo.
Em fevereiro de 2020, tomou posse como professor catedrático da Cátedra Sérgio Henrique Ferreira, do Instituto de Estudos Avançados da Universidade de São Paulo, Polo Ribeirão Preto (IEA-RP/USP).